# Macue (hrad)
Hrad Macue (japonsky 松江城, Macue-džó), též zvaný Černý hrad, je dřevěný hrad v japonském městě Macue. Jde o jeden ze dvanácti japonských hradů, který se dochoval takřka v původním stavu ze středověku. Je druhým největším, třetím nejvyšším (30 metrů) a šestým nejstarším z japonských hradů. Stavba proběhla v letech 1607–1611, stavitelem byl daimjó Jošiharu Horio. V roce 1638 předal Horio hrad klanu Macudaira, větvi vládnoucího klanu Tokugawa. Klan Macudaira hrad držel poté dalších 234 let. Hrad nikdy nezažil dobývání, což ho ochránilo před osudem většiny jiných dřevěných hradů. V roce 1875 byly všechny budovy na hradě demontovány, s výjimkou hradní věže (Tenšukaku). Na místě bývalých budov je dnes hradní park. Hlavní věž zvenku vypadá jako pětipatrová, ale pater má šest. V letech 1950–1955 prošel hrad kompletní rekonstrukcí. Hradby jsou natřeny černou barvou, černá je částečně i fasáda, odtud alternativní označení Černý hrad. Někdy je též nazýván Kulík, podle vodního ptáka, jehož tvar prý připomíná. V roce 2015 byl hrad zařazen na seznam japonských národních pokladů. Hrad byl postaven u jezera Šindži, takže většina turistů se k němu v současnosti vydává v rámci výletu na lodi.